# 高加索羱羊
高加索羱羊（學名：Capra caucasica），也叫西高加索羱羊，以區別于東高加索羱羊(Capra cylindricornis)。一種居住于高山的山羊，只發現於高加索山脈的西側。为濒危野生动植物种国际贸易公约附录II所列的保护动物。
高加索羱羊肩高1米，體重約為65公斤，腿較短。體毛為栗色，下腹部為黃色，腿的顔色較深。羊角呈彎刀式捲曲，公羊的羊角長約70釐米，母羊要短得多。
高加索羱羊的分佈範圍是海拔800-4000米的高山地區，以草和樹葉為食，天敵為狼和猞猁。一般在夜間活動，白天則居於隱蔽場所。母羊群居，公羊一般為獨居。